# Gœulzin
Gœulzin település Franciaországban, Nord megyében. Lakosainak száma 1044 fő (2022. január 1.). Gœulzin Dechy, Cantin, Estrées, Férin és Gouy-sous-Bellonne községekkel határos.

## Népesség
A település népességének változása:
| Lakosok száma | 1016 | 1019 | 1042 | 1026 | 1034 | 1049 | 1045 | 1042 | 1044 |
|               | 2013 | 2015 | 2016 | 2017 | 2018 | 2019 | 2020 | 2021 | 2022 |